# Бритоліт
Бритолі́т (рос. бритолит; англ. britholite; нім. Britholit m) — церіїстий різновид мінерального виду абукумаліт-бритоліт острівної будови.

## Загальний опис
Хімічна формула: Ca2Ce3[OH(SiO4)3].
Склад у %: CaO — 14,1; TR2O3 — 62,0; H2O — 1,1; SiO2 — 22,8. Домішки: Th (до 20 %), P (до 6,5 %), Mn (до 4 %), Na (до 2 %), Fe (до 1,5 %), F (до 2,6 %).
Бритоліт-(Ce) Хімічна формула: Ca2 (Ce, Ca)3 [(OH, F)|(SiO4,PO4)3]
Бритоліт-(Y) Хімічна формула: Ca2(Y, Ca)3[(OH, F)|(SiO4,PO4)3]
Сингонія гексагональна. Вид гексагонально-дипірамідальний. Кристали призматичні.
Густина 4,447.
Твердість 6,0.
Колір бурий.
Блиск скляний.
Характерний мінерал постмагматичних утворень, зв'язаних з лужними породами.
Розрізняють:
- бритоліт алюмініїстий (відміна бритоліту з пегматитових жил лужних гранітів Сибіру, яка містить 14,91 % Al2O3);
- бритоліт марганцевий (відміна бритоліту з Мугоджар, яка містить 4,44 % MnO);
- бритоліт торіїстий (відміна бритоліту, яка містить до 20 % ThO2).